# Vladimir-Ilyich-Klasse
Die Flusskreuzfahrtschiffe der Vladimir-Ilyich-Klasse, welche auch als Projekt 301 oder BiFa 125 M (deutsch: Binnenfahrgastschiff 125 Meter) bekannt wurden, sind fluss- und kanalgängige Binnenpassagiermotorschiffe großer Bauart. Namensgeber war der kommunistische Politiker und marxistische Theoretiker Lenin, der mit bürgerlichem Namen Wladimir Iljitsch Uljanow hieß. Er gilt als Begründer der Sowjetunion.

## Geschichte
Die Flusskreuzfahrtschiffsserie wurde von 1974 bis 1983 in der DDR hergestellt. Die VEB Elbewerft Boizenburg/Rosslau in Boizenburg baute Schiffe eigenen Entwurfs, da in der UdSSR entsprechende Baukultur fehlte, 1973 von MinRechFlot bestätigt, in drei Nr. 1 bis 6; 7 bis 16; 17 bis 22 sich leicht durch äußere Gestaltung unterscheidenden Serien. Mit 22 gebauten Einheiten zählt der Typ zu den erfolgreichsten Entwürfen dieser Art. Die Namensgebung war eher systemlos. Nach den Geschwistern Lenins folgte 1976 Sowjetische Ukraine, obwohl die Geschwister noch nicht alle waren. Des Weiteren kam die XXV. Parteitag der KPdSU vom Stapel, danach von berühmten Personen des zaristischen und halbkapitalistischen Russischen Reiches gefolgt. Eingesetzt waren die Schiffe durch Nord-West- (Северо-Западное), Wolga- (Волжское), Moskwa- (Московское), Belomor-Onega- (Беломоро-Онежское), Wolga-Don- (Волго-Донское), Kama- (Камское) und Amur- (Амурское) Flussreedereien (речное пароходство) in Russland und Dnepr-Reederei (Днепровское пароходство) in der Ukraine vorwiegend auf Binnendiensten der Flüsse Wolga, Kama, Don, Amur und Dnepr. Nach dem Zerfall der Sowjetunion sind die Schiffe in die Hände von russischen und ausländischen Privatfirmen geraten.

## Technik
Die einzelnen Schiffe unterscheiden sich, je nach Variante, durch kleinere Unterschiede in der Schiffsgröße, die Ausrüstung mit verschiedenen Motorenbaumustern und anderen Besonderheiten, mit denen sie auf den jeweiligen Einsatz abgestimmt wurden. Dabei wurden die Schiffe komplett modernisiert und für neue Verhältnisse wie Tikhi Don von der US-Firma Grand Circle Cruise Line umgebaut, wobei die Zahl der Passagierplätze beträchtlich reduziert wurde. Die Schiffe verfügen über einen Dieselantrieb mit 3 sowjetischen Viertakt-Hauptmotoren 6ЧРН 36/45 (ЭГ70-5) mit Abgasturbolader.
Die Rümpfe der einzelnen Serien unterscheiden sich durch äußere Elemente wie Falschbord, Fensterform (rechteckig oder gerundet), Scheinwerfer am Steuerhaus. Die dritte Serie bekam stärkere Bugstrahlanlagen und hatte keinen goldenen Streifen seitlich vom Namen an Bord.
Die Schiffe waren beim Bau mit Einzel- und Doppelkabinen sowie 1-, 2- und 3-Bettenkabinen, alle mit Waschgelegenheit, versehen. Darüber hinaus stehen zwei Restaurants und zwei Gemeinschaftsräume zur Verfügung. Die Mehrbettenkabinen wurden später modernisiert, was zu einer Verringerung der Passagierkapazität und erhöhtem Reisekomfort führte. Dockgewicht 3 063 t.

## Liste der Schiffe Projekt 301 in der Ursprungs- und englischen Sprache
In der Liste ist der Ursprungsname des Flusskreuzfahrtschiffes angegeben, die anderen Namen stehen in Klammern in chronologischer Reihenfolge:
Flusskreuzfahrtschiffe des Projekts 301:
| lfd. Nr.                   | Originaler Ursprungsname                                                             | englische Version des Namens                                                             |
| Projekt 301 – Erste Serie  | Projekt 301 – Erste Serie                                                            | Projekt 301 – Erste Serie                                                                |
| -------------------------- | ------------------------------------------------------------------------------------ | ---------------------------------------------------------------------------------------- |
| 1                          | Владимир Ильич (Санкт-Петербург)                                                     | Vladimir Ilyich (Sankt-Peterburg)                                                        |
| 2                          | Мария Ульянова, (Петергоф, Викинг Рюрик)                                             | Mariya Ulyanova (Petergof, Viking Ryurik)                                                |
| 3                          | Евгений Вучетич (Принцеса Дніпра)                                                    | Yevgeniy Vuchetich (Printsesa Dnipra)                                                    |
| 4                          | Советская Украина (Константин Коротков)                                              | Sovetskaya Ukraina (Konstantin Korotkov)                                                 |
| 5                          | Тихий Дон                                                                            | Tikhiy Don                                                                               |
| 6                          | XXV съезд КПСС (Леся Українка, Леся Украинка, Петр Чайковский, Огни большого города) | 25 Syezd KPSS, (Lesya Ukrai’nka, Lesya Ukrainka, Petr Chaykovskiy, Ogni Bolshogo Goroda) |
| Projekt 301 – Zweite Serie |                                                                                      |                                                                                          |
| 7                          | Советская Россия (Нижний Новгород)                                                   | Sovetskaya Rossiya (Nizhniy Novgorod)                                                    |
| 8                          | 60 лет Октября (Floks, Avicena)                                                      | 60 let Oktyabrya (Floks, Avicena)                                                        |
| 9                          | Россия (Советская Россия, Россия)                                                    | Rossiya (Sovetskaya Rossiya, Rossiya)                                                    |
| 10                         | Владимир Маяковский                                                                  | Vladimir Mayakovskiy                                                                     |
| 11                         | В. И. Ленин (Максим Рильський, Максим Рыльский, Михаил Булгаков)                     | V. I. Lenin (Maksym Rilskiy (ukr.), Maksim Rylskiy (russ.), Mikhail Bulgakov)            |
| 12                         | Александр Ульянов (Кронштадт)                                                        | Aleksandr Ulyanov (Kronshtadt)                                                           |
| 13                         | Михаил Ломоносов (Вікінг Сінеус)                                                     | Mikhail Lomonosov (Viking Sineus)                                                        |
| 14                         | Константин Федин                                                                     | Konstantin Fedin                                                                         |
| 15                         | 30 лет ГДР (Владимир Арсеньев, Ferris Flotel)                                        | 30 let GDR (Vladimir Arsenyev, Ferris Flotel)                                            |
| 16                         | Виссарион Белинский                                                                  | Vissarion Belinskiy                                                                      |
| Projekt 301 – Dritte Serie |                                                                                      |                                                                                          |
| 17                         | Советская Конституция (Николай Карамзин)                                             | Sovetskaya Konstitutsiya (Nikolay Karamzin)                                              |
| 18                         | Николай Чернышевский                                                                 | Nikolay Chernyshevskiy                                                                   |
| 19                         | Николай Добролюбов (Андрей Рублев)                                                   | Nikolay Dobrolyubov (Andrey Rublev)                                                      |
| 20                         | Александр Радищев                                                                    | Aleksandr Radishchev                                                                     |
| 21                         | Александр Грибоедов (Княжна Виктория)                                                | Aleksandr Griboyedov (Knyazhna Viktoriya)                                                |
| 22                         | Федор Достоевский                                                                    | Fedor Dostoyevskiy                                                                       |

## Übersicht
| Baujahr        | Baunummer | Serie | Bild   | Name                   | Eigner                            | Reederei                | Heimathafen      | Umbenennungen und Verbleib                                                                                        |
| -------------- | --------- | ----- | ------ | ---------------------- | --------------------------------- | ----------------------- | ---------------- | --- |
| April 1975     | 326       | I     |        | Sankt-Peterburg        | Sewero-Sapadny Flot               |                         | Sankt Petersburg | ehem. Vladimir Ilyich                                                                                             |
| Juli 1975      | 327       | I     |        | Viking Ryurik          | Passashirski Flot                 | Viking River Cruises    | Sankt Petersburg | ehem. Mariya Ulyanova, Petergof Es wird total 2011/2012 renoviert.                                                |
| 1976           | 328       | I     |        | Printsesa Dnipra       | Tscherwona Ruta                   |                         | Cherson          | ehem. Yevgeniy Vuchetich                                                                                          |
| Juli 1976      | 329       | I     |        | Konstantin Korotkov    | Vodohod                           | Vodohod                 | Nischni Nowgorod | ehem. Sovetskaya Ukraina                                                                                          |
| März 1977      | 330       | I     |        | Tikhiy Don             | Grand Circle Cruise Line          |                         | Moskau           | englischer Name an Bord ist TIKHI DON                                                                             |
| 1977           | 331       | I     |        | Ogni Bolshogo Goroda   | DonInturFlot                      | Orthodox Cruise Company | Rostow am Don    | ehem. 25 Syezd KPSS, Lesya Ukrai’nka (ukr. Леся Українка), Lesya Ukrainka (russ. Леся Украинка), Petr Chaykovskiy |
| September 1977 | 332       | II    |        | Nizhniy Novgorod       | Vodohod                           | Vodohod                 | Nischni Nowgorod | ehem. Sovetskaya Rossiya                                                                                          |
| 1978           | 333       | II    | [ 11 ] | Avicena                | sonstige                          | Andrea Navigation       | Kingstown        | IMO-Nummer: 8884749; ehem. 60 let Oktyabrya, Floks, Augenklinik, abgewrackt in Alang am 16. Mai 2006              |
| 1978           | 334       | II    |        | Rossiya                | Grand Circle Cruise Line          |                         | Moskau           | → ehem. Rossiya (1978–um 1979), Sovetskaya Rossiya (um 1979–2003)                                                 |
| September 1978 | 335       | II    |        | Vladimir Mayakovskiy   | Kama One Shipping Co Ltd.         | Orthodox Cruise Company | Perm             | |
| Juli 1979      | 336       | II    |        | Mikhail Bulgakov       | sonstige                          | MosTurFlot              | Moskau           | ehem. V. I. Lenin, Maksym Rilskiy (ukr.), Maksim Rylskiy (russ.)                                                  |
| August 1979    | 337       | II    |        | Kronshtadt             | Vodohod                           |                         | Sankt Petersburg | ehem. Aleksandr Ulyanov                                                                                           |
| September 1979 | 338       | II    |        | Viking Sineus          | Viking Ukraina                    | Viking River Cruises    | Cherson          | ehem. Mikhail Lomonosov                                                                                           |
| April 1980     | 339       | II    |        | Konstantin Fedin       | Vodohod                           | Vodohod                 | Nischni Nowgorod | |
| 1980           | 370       | II    |        | Ferris Flotel          | unbekannt                         |                         | Busan            | ehem. 30 let GDR, Vladimir Arsenyev; 2003 am Kai in Busan gesunken und 2005 verschrottet                          |
| November 1980  | 371       | II    |        | Vissarion Belinskiy    | Vodohod                           | Vodohod                 | Sankt Petersburg | |
| Mai 1981       | 372       | III   |        | Nikolay Karamzin       | MosTurFlot                        | MosTurFlot              | Moskau           | ehem. Sovetskaya Konstitutsiya                                                                                    |
| August 1981    | 373       | III   |        | Nikolay Chernyshevskiy | Vodohod                           | Vodohod                 | Nischni Nowgorod | |
| September 1981 | 374       | III   |        | Andrey Rublev          | Zentralnaja sudohodnaja kompanija | MosTurFlot              | Moskau           | ehem. Nikolay Dobrolyubov                                                                                         |
| Mai 1982       | 375       | III   |        | Aleksandr Radishchev   | Vodohod                           | Vodohod                 | Nischni Nowgorod | |
| Mai 1982       | 376       | III   |        | Knyazhna Viktoriya     | MosTurFlot                        | MosTurFlot              | Moskau           | ehem. Aleksandr Griboyedov                                                                                        |
| März 1983      | 377       | III   |        | Fedor Dostoyevskiy     | Kama One Shipping                 | Kama One Shipping       | Perm             | |

## Bilder

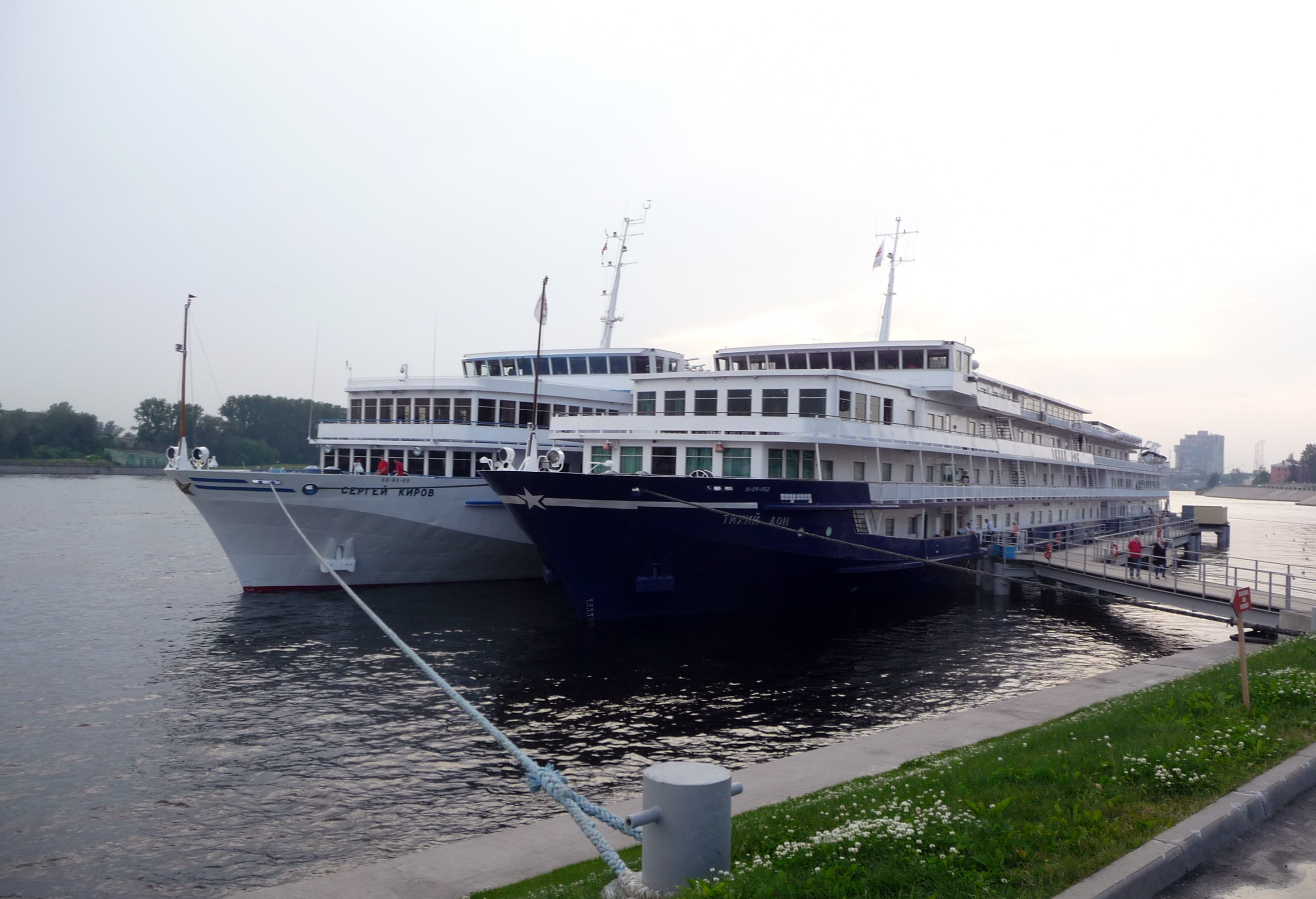
Die Flusskreuzfahrtschiffe Sergey Kirov (z. Z. Viking Truvor) und Tikhiy Don
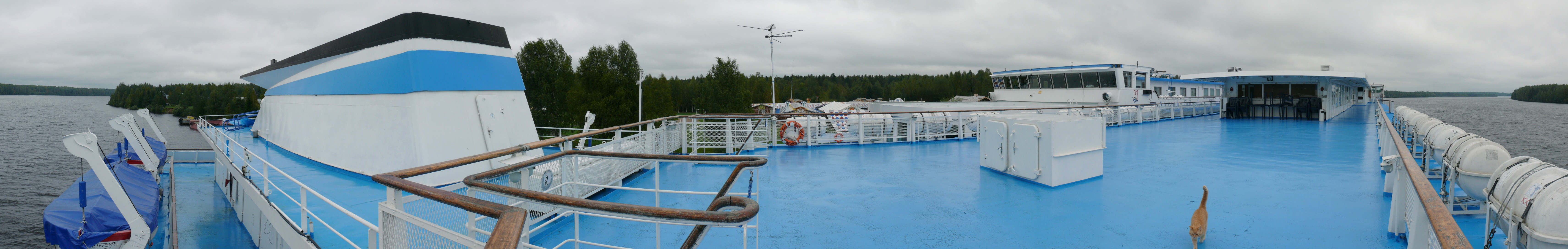
Auf dem Sonnendeck der Sankt-Peterburg

### (A)
- Amur-Klasse, Projekt Q-003 (386)
- Volga-Klasse, Projekt Q-031
- Maksim-Gorkiy-Klasse, Projekt Q-040
- Vasiliy-Surikov-Klasse, Projekt Q-040A
- Ukraina-Klasse, Projekt Q-053
- Anton-Chekhov-Klasse, Projekt Q-056
- Sergey-Yesenin-Klasse, Projekt Q-065

### (CZ)
- Rossiya-Klasse, Projekt 785
- Oktyabrskaya-Revolyutsiya-Klasse, Projekt 26-37
- Valerian-Kuybyshev-Klasse, Projekt 92-016

### (D)
- Rodina-Klasse, Projekt 588
- Baykal-Klasse, Projekt 646
- Dmitriy-Furmanov-Klasse, Projekt 302

### (H)
- Dunay-Klasse, Projekt 305